# Berliner Fußballmeisterschaft 1932/33
Die Berliner Fußballmeisterschaft 1932/33 war die zweiundzwanzigste und letzte unter dem Verband Brandenburgischer Ballspielvereine (VBB) ausgetragene Berliner Fußballmeisterschaft. Die Meisterschaft wurde zuerst in den Bezirken Berlin-Brandenburg und Pommern ausgetragen, deren Sieger trafen sich dann in einer Endrunde. Am Ende konnte sich Hertha BSC zum elften Mal die Berliner Fußballmeisterschaft sichern. Mit diesem Sieg qualifizierte sich der Verein für die deutsche Fußballmeisterschaft 1932/33, bei der die Herthaner überraschend bereits im Achtelfinale nach einer 1:4-Auswärtsniederlage gegen den SV Hindenburg Allenstein ausschieden. Der BTuFC Viktoria 1889 war als Berliner Vizemeister ebenfalls für die deutsche Fußballmeisterschaft qualifiziert und schied ebenfalls im Achtelfinale nach einer 1:4-Niederlage gegen Schalke 04 aus.
Es war die letzte Berliner Meisterschaft des VBB. Im Zuge der Gleichschaltung wurde der Verband Brandenburgischer Ballspielvereine wenige Monate nach der Machtübernahme der Nationalsozialisten im Jahre 1933 aufgelöst. Die Vereine aus Berlin und Brandenburg wurden der neu geschaffenen Gauliga Berlin-Brandenburg zugeordnet, Vereine aus Pommern wurden der Gauliga Pommern zugeordnet.

## Modus
Der Bezirk Berlin-Brandenburg wurde wie gewohnt zuerst in zwei Gruppen mit je 10 Teilnehmern im Rundenturnier mit Hin- und Rückspiel ausgetragen. Die beiden Gruppensieger qualifizierten sich für das Endrundenturnier. Der Bezirk Pommern spielte zuerst in drei Ligen die Teilnehmer an der pommerschen Endrunde aus. Deren Sieger war dann ebenfalls für die Endrunde des VBB qualifiziert. Der Berliner Pokalsieger von 1932 (Endspiel war am 26. Dezember 1932) war ebenfalls für die Endrunde qualifiziert. Da Hertha BSC Pokalsieger wurde, gleichzeitig jedoch über die Liga qualifiziert war, rückte der Pokalfinalist Berliner SV 1892 nach.
| Bezirk             | für VBB-Endrunde qualifiziert                       | Bezirkseinteilung                     |
| ------------------ | --------------------------------------------------- | ------------------------------------- |
| Berlin-Brandenburg | BTuFC Viktoria 1889, Hertha BSC, Berliner SV 1892 A | Gruppe A, Gruppe B                    |
| Pommern            | Stettiner SC                                        | Stettin/Stargard, Gollnow, Vorpommern |

## Bezirk Berlin-Brandenburg

### Gruppe A
| Pl. | Verein                            | Sp. | S  | U | N  | Tore    | Quote | Punkte |
| --- | --------------------------------- | --- | -- | - | -- | ------- | ----- | ------ |
| 1.  | BTuFC Viktoria 1889               | 18  | 13 | 4 | 1  | 057:290 | 1,97  | 30:60  |
| 2.  | Berliner Tennis-Club Borussia (M) | 18  | 13 | 3 | 2  | 061:170 | 3,59  | 29:70  |
| 3.  | Spandauer SV                      | 18  | 9  | 5 | 4  | 037:240 | 1,54  | 23:13  |
| 4.  | SC Wacker Tegel                   | 18  | 7  | 3 | 8  | 052:530 | 0,98  | 17:19  |
| 5.  | Blau-Weiß 90 Berlin               | 18  | 4  | 8 | 6  | 054:500 | 1,08  | 16:20  |
| 6.  | SC Union Oberschöneweide          | 18  | 5  | 6 | 7  | 039:520 | 0,75  | 16:20  |
| 7.  | Post SV Berlin (N)                | 18  | 4  | 7 | 7  | 034:390 | 0,87  | 15:21  |
| 8.  | Adlershofer BC                    | 18  | 5  | 4 | 9  | 032:430 | 0,74  | 14:22  |
| 9.  | BFC Wedding                       | 18  | 2  | 9 | 7  | 027:430 | 0,63  | 13:23  |
| 10. | VfB Hermsdorf (N)                 | 18  | 1  | 5 | 12 | 023:660 | 0,35  | 07:29  |

| (M) | Titelverteidiger |
| (N) | Aufsteiger       |

### Gruppe B
| Pl. | Verein                 | Sp. | S  | U | N  | Tore    | Quote | Punkte |
| --- | ---------------------- | --- | -- | - | -- | ------- | ----- | ------ |
| 1.  | Hertha BSC (P)         | 18  | 16 | 1 | 1  | 094:240 | 3,92  | 33:30  |
| 2.  | VfB Pankow             | 18  | 11 | 4 | 3  | 054:360 | 1,50  | 26:10  |
| 3.  | Minerva 93 Berlin      | 18  | 10 | 2 | 6  | 057:470 | 1,21  | 22:14  |
| 4.  | BV 06 Luckenwalde      | 18  | 10 | 1 | 7  | 046:510 | 0,90  | 21:15  |
| 5.  | Berliner SV 1892       | 18  | 7  | 2 | 9  | 038:440 | 0,86  | 16:20  |
| 6.  | Spandauer BC (N)       | 18  | 6  | 3 | 9  | 034:470 | 0,72  | 15:21  |
| 7.  | SV Norden-Nordwest     | 18  | 6  | 2 | 10 | 040:440 | 0,91  | 14:22  |
| 8.  | Neuköllner FC Südstern | 18  | 6  | 2 | 10 | 038:530 | 0,72  | 14:22  |
| 9.  | SV BEWAG Berlin (N)    | 18  | 5  | 3 | 10 | 039:520 | 0,75  | 13:23  |
| 10. | BFC Preußen            | 18  | 0  | 6 | 12 | 026:680 | 0,38  | 06:30  |

| (P) | Berliner Pokalsieger 1932 |
| (N) | Aufsteiger                |

## Bezirk Pommern

### Bezirksliga Stettin/Stargard
| Pl. | Verein                  | Sp. | S  | U | N  | Tore    | Quote | Punkte |
| --- | ----------------------- | --- | -- | - | -- | ------- | ----- | ------ |
| 1.  | Polizei SV Stettin      | 14  | 10 | 0 | 4  | 049:320 | 1,53  | 20:80  |
| 2.  | Stettiner SC            | 14  | 10 | 0 | 4  | 047:320 | 1,47  | 20:80  |
| 3.  | VfL Stettin             | 14  | 9  | 1 | 4  | 049:290 | 1,69  | 19:90  |
| 4.  | VfB Stettin             | 14  | 8  | 1 | 5  | 040:300 | 1,33  | 17:11  |
| 5.  | SC Preußen Stettin      | 14  | 6  | 1 | 7  | 030:290 | 1,03  | 13:15  |
| 6.  | SC Comet Stettin        | 13  | 5  | 1 | 7  | 025:370 | 0,68  | 11:15  |
| 7.  | Züllchower SC           | 13  | 2  | 1 | 10 | 021:460 | 0,46  | 05:21  |
| 8.  | Fußballring Stettin (N) | 14  | 2  | 1 | 11 | 023:490 | 0,47  | 05:23  |

| (N) | Aufsteiger |

### Bezirksliga Gollnow
Aus der Bezirksliga Gollnow ist aktuell nur der Sieger, SC Blücher Gollnow, überliefert.

### Bezirksliga Vorpommern
Aus der Bezirksliga Vorpommern sind aktuell nur der Sieger, Greifswalder SC und der Zweitplatzierte, SV Viktoria Stralsund, überliefert. Beide Vereine qualifizierten sich dadurch für die Teilnahme an der Gauliga Pommern 1933/34, Greifswald durfte in dieser Saison an der pommerschen Endrunde teilnehmen.

### Pommersche Fußballendrunde

#### Ausscheidungsrunde
|                    | Ergebnis |             |
| ------------------ | -------- | ----------- |
| Greifswalder SC    | 2:0      | VfB Stettin |
| SC Blücher Gollnow | 0:3      | VfL Stettin |

#### Finalrunde
| Pl. | Verein             | Sp. | S | U | N | Tore    | Quote | Punkte |
| --- | ------------------ | --- | - | - | - | ------- | ----- | ------ |
| 1.  | Stettiner SC       | 3   | 2 | 0 | 1 | 011:600 | 1,83  | 04:20  |
| 2.  | Greifswalder SC    | 3   | 2 | 0 | 1 | 005:120 | 0,42  | 04:20  |
| 3.  | Polizei SV Stettin | 3   | 1 | 0 | 2 | 013:800 | 1,63  | 02:40  |
| 4.  | VfL Stettin        | 3   | 1 | 0 | 2 | 007:100 | 0,70  | 02:40  |

### Entscheidungsspiel Platz 1
|              | Ergebnis |                 |
| ------------ | -------- | --------------- |
| Stettiner SC | 2:1      | Greifswalder SC |

## Finalrunde des VBB
| Pl. | Verein                                                        | Sp. | S | U | N | Tore    | Quote | Punkte |
| --- | ------------------------------------------------------------- | --- | - | - | - | ------- | ----- | ------ |
| 1.  | Hertha BSC (Gruppensieger Gruppe B Berlin-Brandenburg)        | 6   | 5 | 1 | 0 | 028:130 | 2,15  | 11:10  |
| 2.  | BTuFC Viktoria 89 (Gruppensieger Gruppe A Berlin-Brandenburg) | 6   | 3 | 0 | 3 | 017:180 | 0,94  | 06:60  |
| 3.  | Berliner SV 1892 (Berliner Pokalfinalist 1932)                | 6   | 2 | 2 | 2 | 015:170 | 0,88  | 06:60  |
| 4.  | Stettiner SC (Pommerscher Fußballmeister)                     | 6   | 0 | 1 | 5 | 008:200 | 0,40  | 01:11  |

### Entscheidungsspiel Vizemeisterschaft
|                   | Gesamt |                  | Hinspiel  | Rückspiel |
| ----------------- | ------ | ---------------- | --------- | --------- |
| BTuFC Viktoria 89 | 6:4    | Berliner SV 1892 | 3:3 n. V. | 3:1       |